# Casa Mayor (Castelló d'Empúries)
Casa Mayor és un habitatge del municipi de Castelló d'Empúries (Alt Empordà) inclòs en l'Inventari del Patrimoni Arquitectònic de Catalunya.

## Descripció
Situada dins del nucli històric de Castelló, dins l'antic barri del Mercadal i molt propera a la Plaça dels Homes, autèntic centre de la vila. Ubicada just a l'encreuament amb el carrer Comas i Solà.
Edifici format per tres crugies perpendiculars a la façana principal del carrer Comas i Solà, amb coberta a dues vessants de teula. Consta de planta baixa, planta pis i altell. Al costat nord se li adossa una edificació de la mateixa propietat, que correspon a una ampliació més recent. La resta de la finca està ocupada per un jardí de grans dimensions, amb sortida al carrer de la Fruita. Les obertures presents a la façana principal formen tres eixos verticals, tot i que hi ha altres obertures tapiades que corresponen a diferents fases constructives de la mateixa edificació. A la planta baixa s'obre un portal d'arc de mig punt adovellat, amb un relleu en forma de petxina a la clau central i, al seu costat, una porta d'obertura rectangular amb els brancals de pedra. Al mig dels dos portals es documenta una altra obertura adovellada, actualment tapiada. A l'altre costat del portal hi ha una senzilla finestra rectangular. L'únic parament de carreus ben escairats conservat es troba localitzat a l'extrem nord de la façana. Al primer pis, totes les obertures documentades són balcons rectangulars, sense pedra, amb pis motllurat i barana de ferro. També es localitza un gran finestral adovellat, però tapiat. En canvi, a l'altell hi ha tres finestres rectangulars senzilles.
Adossat a l'extrem sud de l'edifici hi ha un gran portal d'arc rebaixat, que conserva un dels brancals de pedra. La resta de l'obertura està bastida en maó. Tot indica que aquesta porta donava accés al barri de la finca.

## Història
En un principi, el casal havia estat propietat de la família Milsocós, que s'establí a Castelló d'Empúries a principis del segle xviii, procedents de Llançà. Passats uns anys, una de les pubilles de la casa es va unir amb un fadristern de la noble casa Pagès de Vilatenim, els quals gaudien de privilegi nobiliari.
Al segle passat Teresa de Pagès i Garrigoles, hereva de la casa Milsocós, es va casar amb Don Isidre Mayor i Singlà, notari de la vila de Castelló.
Actualment, la casa pertany al fill d'aquest matrimoni, Don Antoni Mayor i de Pagès.